# Salacak
Salacak ist ein Stadtteil der Gemeinde Üsküdar in Istanbul, Türkei. Er liegt am asiatischen Ufer des Bosporus, südlich des historischen Zentrums von Üsküdar. Das Wort Salacak bedeutet wörtlich übersetzt „Bank zum Waschen einer Leiche“. Der Name soll aber eigentlich von „Sala“ stammen, was „Dorf“ bedeutet. Daran wird das türkische Suffix -cık, „klein“ angehängt. Es bedeutet also „Dörfchen“.
Salacak hat 12.000 Einwohner (2020).

## Sehenswürdigkeiten
Das bekannteste Wahrzeichen des Viertels ist der Leanderturm, direkt vor der Küste von Salacak im Bosporus. Eine weitere Sehenswürdigkeit ist die von Mehmed II. 1453 zu Ehren des islamischen Gelehrten Akşemseddin erbaute Fatih-Moschee.